# Jagt og fiskeri
Jagt og fiskeri er en dansk dokumentarfilm fra 1933 instrueret af Paul Hansen.

## Handling
Fuglefjeld. Havørnerede med unger. Stenbider fanges fra robåd. Konebåd kommer i land med skind fra rensdyrjagt. Bopladsen Kapisillit med jordhytte. Mange nærbilleder af mennesker.